# Ciambellette al vino
Le ciambellette al vino (o in gergo dialettale Ubriachelle) sono un dolce tipico, delle ciambelle, della provincia di Roma in Lazio.

## Storia ed origini
Le origini delle Ciambellette al vino sarebbero molto antiche e sarebbero legate alla cultura contadina della campagna laziale. Erano un dolce povero, che veniva preparato con ciò che si aveva nella propria casa. Seppur non vi sia un preciso luogo in cui sarebbe nata la ricetta di questi dolci, la zona indicata è quella di Frosinone e dei Castelli romani.

## Varianti e leggende
Sono diverse le varianti delle ciambellette, a partire da quella delle Ciambellette al mosto di Marino, realizzate appunto col mosto. A queste variante sarebbe anche dedicata una leggenda: si narra che un tempo, una fornaia a Marino iniziò a cucinare per la prima volta le ciambellette utilizzando il mosto. Il risultato fu molto apprezzato, ma la fornaia non rivelò mai la ricetta e dopo la sua morte, per molto tempo, nel paese, non vennero più prodotte le Ciambellette con la ricetta della fornaia. Negli anni successivi, gli abitanti di Marino ricominciarono lentamente a produrre nuovamente i dolci, tanto che divennero un simbolo del paese e si dice persino che quando Cola di Rienzo invase il piccolo paese, bastò solo un mulo che trasportava due ceste piene di Ciambellette per mandarlo via.
Altre varianti sono quelle "Degli sposi" con scorza di limone e zuccherini, chiamate così per l'antica usanza nei matrimoni di consegnare un numero preciso di biscotti agli sposi in base al grado di parentela e quelle del "Vino moscato di Terracina".